# دفتر نقاشی (مانگا)
دفتر نقاشی (スケッチブック Suketchibukku) یک مجموعه مانگای ژاپنی اثر توتان کوباکو است. این مانگا اولین بار در شماره آوریل ۲۰۰۲ مجله کمیک بلید منتشر شد و فصل‌های آن به‌طور جداگانه توسط مگ‌گاردن تا ژوئن ۲۰۱۹ جمع‌آوری و منتشر شد. یک مجموعه انیمه تلویزیونی تحت عنوان دفتر نقاشی ~همه رنگ~ در ژاپن بین ۲ اکتبر و ۲۵ دسامبر ۲۰۰۷ پخش شد. داستان حول یک باشگاه هنری در دبیرستان می‌چرخد. شخصیت اصلی یک دختر جوان، خجالتی و آرام به نام سورا کاجیوارا است.

## داستان
این مانگا با پیوستن سورا کاجیوارا به باشگاه هنری دبیرستانی در فوکوئوکا شروع می‌شود و به شرح تجربیات خود و اعضای دیگر باشگاه می‌پردازد.